# Šerovina
Šerovina är ett vattendrag i Bosnien och Hercegovina.   Det ligger i entiteten Federationen Bosnien och Hercegovina, i den centrala delen av landet, 60 km väster om huvudstaden Sarajevo.
I omgivningarna runt Šerovina växer i huvudsak lövfällande lövskog. Runt Šerovina är det ganska tätbefolkat, med 93 invånare per kvadratkilometer.